# Mellicta anatolica
Mellicta anatolica är en fjärilsart som beskrevs av Wagner 1929. Mellicta anatolica ingår i släktet Mellicta och familjen praktfjärilar. Inga underarter finns listade i Catalogue of Life.